# 145523 Lulin
145523 Lulin è un asteroide della fascia principale. Scoperto nel 2006, presenta un'orbita caratterizzata da un semiasse maggiore pari a 2,7470072 UA e da un'eccentricità di 0,1837919, inclinata di 10,84884° rispetto all'eclittica.